# Díszes szarvasbéka
A díszes szarvasbéka (Ceratophrys ornata)   a kétéltűek (Amphibia) osztályába és  a békák (Anura) rendjébe és a füttyentőbéka-félék (Leptodactylidae) családjába tartozó faj.

## Előfordulása
Dél-Amerikában Argentína, Brazília és Uruguay területén honos. Sötét, nedves esőerdők és mocsarak lakója.

## Megjelenése
A nőstény testhossza 16,5 centiméter, a hímé csak 11,5 centiméter. Zömök testalkatuk, széles fejük és igen nagyméretű szájuk van. Szemhéja hegyes, háromszögletű, hátát szilárd, csontos pajzs fedi. Sárgás vagy zöldes hátát  nagy, sötét, fehérrel szegélyezett olajzöld foltok tarkázzák, néha borvörös vonalakkal. Átlagos élettartamuk 6-7 év, de fogságban 10 évig is elélhet.
|  |

## Életmódja
Passzív vadász, a talajba beásva várja az arra tévedő áldozatát. A rovaroktól a kisemlősökig mindent elfogyaszt, ami befér a szájába. Fogságban sáskákkal, tücskökkel, de néha még egerekkel, élő kishalakkal is etetik őket, ám a túl sok egérfogyasztás megnöveli az állat zsírrétegeit, és vaksághoz, vagy még halálhoz is vezethet. Fogságban tartásnál ajánlott kizárólag kishallal, illetve kitin nélküli lárvákkal(viaszmoly,selyem hernyó, dohányszender és zebra hernyó) etetni. A túlzott kitin fogyasztás bélelzáródáshoz és az állat halálához vezethet.

## Szaporodása
A nőstény a petéket, - melyek száma elérheti a 300 darabot - rendszerint a párzást követő 3-4. napon rakja le a vízbe. Az ebihalak a 2-3 nap után kelnek ki, kifejlődésük még 40-60 napig tart, ezután áttérnek a szárazföldi életre.